# Montserrat Costas i Palomo
Montserrat Costas i Palomo (Capellades, 1976) és una poetessa catalana. Llicenciada en periodisme, treballa com a editora en llengua catalana. Ha format part de Ramat de pedres, grup organitzador de la biennal de poesia Còdols de Cerdanyola del Vallès i del grup Donzelles de l'any 2000. Ha recitat arreu dels països catalans i en diversos certamens internacionals i ha sigut traduïda al castellà i al noruec. La seva obra rep influències de poetes contemporanis com Joan Vinyoli i Màrius Sampere, entre d'altres. És membre de l'Associació d'Escriptors en Llengua Catalana.

## Publicacions
- 1997 — Poesia egocèntrica- ISBN 978-84-8300-265-0
- 1999 — Híbrid amb Jordi Condal - ISBN 978-84-8300-844-7[9]
- 2003 — L'amplitud dels angles - ISBN 978-84-490-2335-4
- 2013 — La Murga[10] (traduïda al Japonès per Ko Tazawa, amb el títol ラ・ムルガ　－　ちょっと嫌なこと)
- 2023 — Morir en hora punta (Ed Lapislàtzuli ISBN 9788412707519)
- 2023 — Operació Xauxa, Tekman Education ISBN 9788418863769)

## Premis i reconeixements
- 2003- Accèssit al premi de poesia Miquel Martí i Pol 2003[11]
- 1999 - Premi Vila de Martorell[12][13]